# П'яско
П'яско (італ. Piasco, п'єм. Ël Piasch) — муніципалітет в Італії, у регіоні П'ємонт, провінція Кунео.
П'яско розташовані на відстані близько 510 км на північний захід від Рима, 60 км на південь від Турина, 22 км на північ від Кунео.
Населення — 2780 осіб (2014).
Покровитель — святий Рох.

## Демографія
Населення за роками:

Станом на 1 січня 2023 року в муніципалітеті офіційно проживало 186 іноземців з 31 країни, серед них 48 громадян країн Євросоюзу та 4 громадяни України.

## Сусідні муніципалітети
- Костільйоле-Салуццо
- Паньо
- Россана
- Венаска
- Верцуоло